# Digifiz

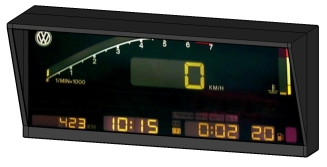
3D-Modell eines Digifiz-Moduls

Ein DigiFiz (kurz für Digitales FahrerInformationsZentrum) ist ein digitaler Tachometer mit Flüssigkristallbildschirm. Es wurde ab 1986 als aufpreispflichtiges Extra (Ausstattungscode: 816) bei Volkswagen für den Golf II und für den Jetta II angeboten. Hersteller war die Firma VDO, die zwei Ausführungen entwickelt hatte. Beide Ausführungen unterscheiden sich in der Drehzahlanzeige (GTI – bis 7.000/min; 16V – 8.000/min; roter Bereich ab 6.400 bzw. 7.125/min).

## Merkmale
Das DigiFiz beinhaltet folgende Anzeigefelder:
- digitale Geschwindigkeitsanzeige (von 0 bis 255 km/h)
- digitale Wegstreckenanzeige (endet bei 299.999 km, danach 6 Striche – offiziell nicht rücksetzbar)
- quasianaloge Drehzahlanzeige (von 0 bis 7.000/8.000/min; Auflösung 100/125/min)
- quasianaloge Kühlmitteltemperaturanzeige und Kühlmittelmangelwarnung (von 60 bis 136 °C; ab 124 °C Blinken der Segmente)
- Kontrollleuchten
- digitale Zeituhr (nur bei eingeschalteter Zündung sichtbar)
- digitale Kraftstoffvorratsanzeige mit Reserveanzeige (von 3 bis 55 l; Anzeige R(eserve) ab 7 l)
- Multifunktionsanzeige (MFA) mit Speicheranzeigen und Service-Anzeige

## Sonstiges
Da das DigiFiz nicht zur Serienausstattung gehörte und auch sonst eher schlecht angenommen wurde, ist die Verbreitung von Neu- und Ersatzteilen dieses Tachometers heute stark eingeschränkt.
Bei Audi wurde ebenfalls in den Modellen 80/90/Coupe (Typ 81 bzw. Typ 85) ein DigiFiz als Sonderzubehör angeboten. Es ist in mehreren verschiedenen Ausführungen gebaut worden und wurde durchgehend von der Firma Bosch Mobile Kommunikation gefertigt.
Auch bei Opel wurden u. a. in den (Sport)modellen der Kadett-E-Serie Digitaltachos verbaut (z. B. bei GSI 16V Modellen). Wesentlicher Unterschied zum DigiFiz waren der nach wie vor analoge (mechanische) Tages- bzw. Gesamtkilometerzähler. Diese Anzeigen sind beim DigiFiz ebenfalls digital dargestellt.